# Bạc Liêu (provincie)
Bac Lieu is een provincie van Vietnam. Het heeft een oppervlakte van 2 520,6 km² en in 2001 bedroeg de bevolking ongeveer 786 000 personen, wat een bevolkingsdichtheid van 300 inw./km² geeft.

## Ligging
Het bevindt zich in de Mekongregio en grenst aan de provincie Cần Thơ in het noorden, aan Sóc Trăng in het noordoosten, Kiên Giang in het noordwesten en aan Cà Mau in het westen en zuidwesten. In het oosten en zuidoosten grenst het aan zee en heeft het 56 km kust. De provincie is gesticht op 20 december 1899 en de hoofdstad is Bạc Liêu, dat zich op 280 km van Ho Chi Minhstad bevindt.

## Districten
- hoofdstad: Bạc Liêu
- Hong Dan, Vĩnh Lợi, Gia Rai, Dong Hai en Phuoc Long

## Aardrijkskunde en economie
Bac Lieu is "jong land", wat kan worden gezien aan de irrigatiesystemen die in de havens uitkomen en die de basis van de provincie vormen.
Het grootste deel van de natuurlijke oppervlakte van de provincie ligt op 1,2m onder de zeespiegel. Er zijn plantages en enkele regio's die heel het jaar door onder water staan. De geografie is vlak en laag en daalt vanuit het noordoosten naar het zuidwesten. Het binnenland is lager dan de kusten. In de provincie zijn er veel grote irrigatiekanalen zoals het Quan Lo-Phung Hiepkanaal (kênh Quản Lộ-Phụng Hiệp), het Canh Denkanaal (kênh Cạnh Đền), het Pho Sinhkanaal (kênh Phó Sinh) en het Gia Raikanaal (kênh Giá Rai). Het systeem van rivieren en kanalen van Bac Lieu is verbonden met de zee in de havens van Gianh Hao (Giành Hào), Nha Mat (Nhà Mát) en Cai Cung (Cái Cùng).
De zee van Bac Lieu bevat 661 vissoorten en 33 garnaalsoorten en de visserij haalt jaarlijks 240 à 300 duizend ton vis en zo'n tienduizend ton garnalen uit de zee.

## Geschiedenis
Ooit stond Bac Lieu erom bekend een land te zijn waar de bevolking een zeer open mentaliteit heeft, zelfs van decadentie, en er zijn heel wat anekdotes over de "mandarijnszoon van Bac Lieu".
Tot 1996 was Bac Lieu deel van de provincie Minh Hai. In 1996 werd deze gesplitst in twee: het noordoosten werd Bac Lieu en het zuidwesten werd Ca Mau (provincie).

## Etnisch
Er leven 20 verschillende etnische volken, waarvan de Kinh (etnische Vietnamezen) in de meerderheid zijn. Hierna komen de Khmer en de Hoa. Volgens volkstellingen van 1999 vormen de Kinh 90,0% van de bevolking, de Khmer 7,9% en de Hoa 3,1%. De andere etnische volken tellen minder dan 100 personen, sommige zelfs nog geen tiental.